# Maskenkuckuck
Der Maskenkuckuck (Centropus melanops) ist ein Vogel aus der Gattung der Spornkuckucke (Centropus).
Der Vogel ist endemisch auf den Philippinen.
Der Lebensraum umfasst tropischen oder subtropischen feuchten Tieflandwald bis 1200 m Höhe. Die Art gilt als Standvogel.
Der Artzusatz kommt von altgriechisch μέλας melas, deutsch ‚schwarz‘ und altgriechisch ὤψ ōps, deutsch ‚Auge, Gesicht‘.

## Merkmale
Diese Art ist 42 bis 48 cm groß, das Männchen wiegt zwischen 195 und 237, das Weibchen zwischen 182 und 265 g. Das Gesicht ist schwarz, Kopf, Nacken und Brust blass gelbbraun, die Flügel sind braun, der Schwanz glänzend schwarz. Die Unterseite ist schwarz, die Iris rot, auch Schnabel und Füße sind schwarz. Das Weibchen ist größer, Jungvögel unterscheiden sich lediglich durch schmalere Steuerfedern.
Nach IOC World Bird List und R. B. Payne ist die Art als monotypisch anzusehen.
Birds of the World unterscheidet zwei Unterarten
- Centropus melanops melanops Nominatform
- C. m. Banken Hachisuka, 1934 auf den südlichen Philippinen

## Stimme
nicht bekannt.

## Lebensweise
Nahrung und Brutverhalten sind nicht bekannt.

## Gefährdungssituation
Der Bestand gilt als nicht gefährdet (Least Concern).